# جریان آذرآواری

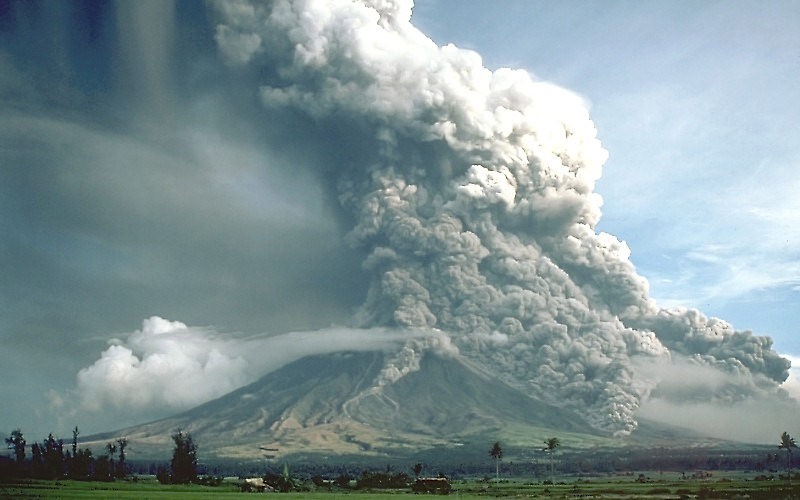
نمونه‌ای از جریان آذرآواری

یک جریان آذرآواری جریانی از گاز داغ و سنگ با سرعت زیاد است که می‌تواند با سرعت حداکثر ۷۰۰ کیلومتر در ساعت از آتشفشان به بیرون رانده شود. دمای گاز می‌تواند به ۱۰۰۰ درجه سانتیگراد برسد. جریان‌های آذرآواری معمولاً نزدیک سطح زمین و به سمت پایین کوه حرکت می‌کنند یا تحت نیروی جاذبه به طرفین گسترش می‌یابند. سرعت آن‌ها به چگالی جریان، نرخ خروجی آتشفشان و شیب کوه بستگی دارد. آنها یک نتیجهٔ معمول و ویرانگر ناشی از فوران‌های آتشفشانی انفجاری هستند.

## منشأ اصطلاح

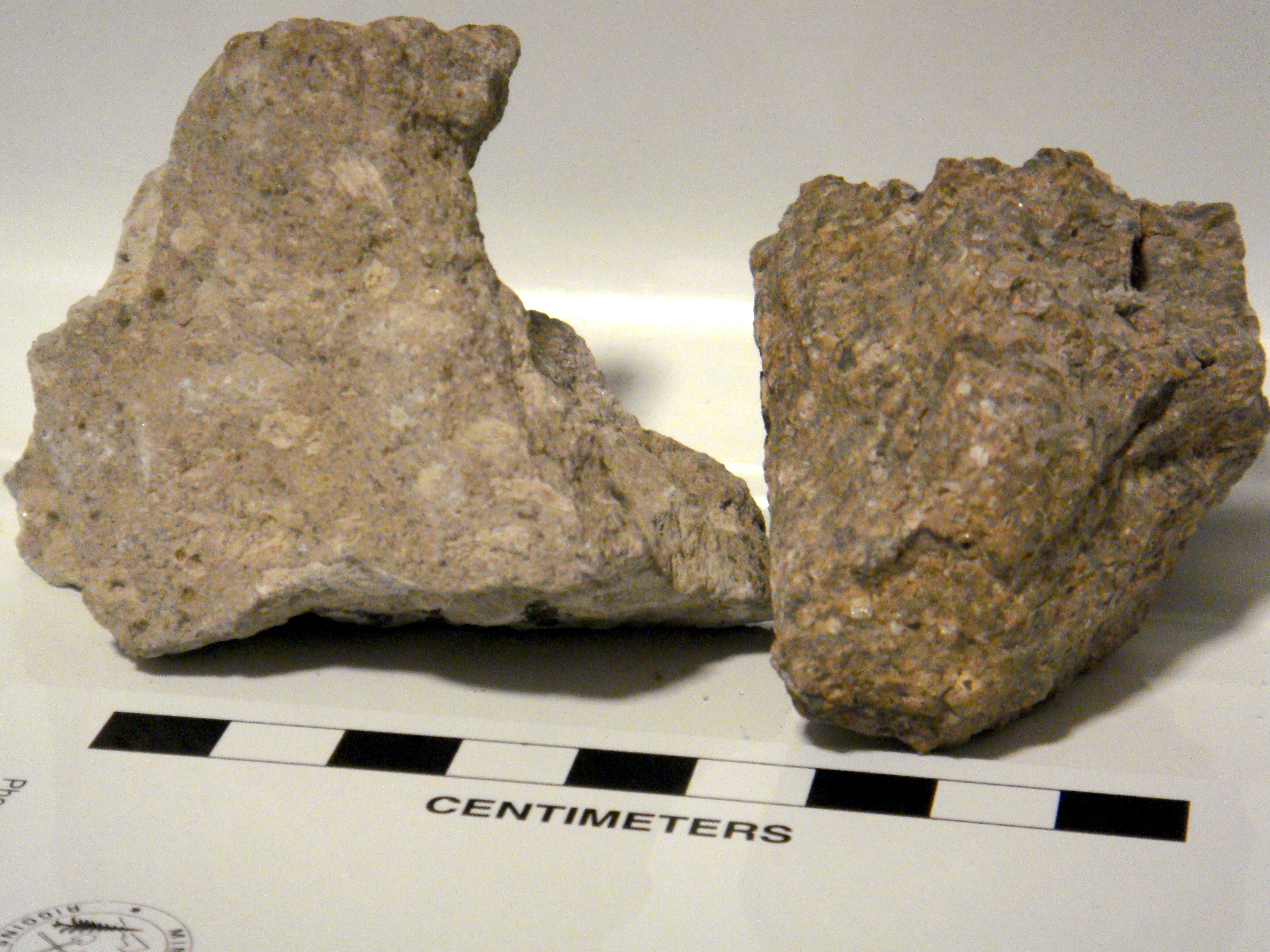
در سمت چپ، سنگی از مراحل پایانی فوران و بخش بالایی رسوب دیده می‌شود؛ به قطعات بزرگ، خاکستری و بیضی‌شکل سنگ پا توجه کنید. در سمت راست، سنگی از بخش ابتدایی فوران و بخش پایینی رسوب دیده می‌شود

جریان‌های آذراواری که حاوی نسبت بسیار بیشتری از گاز به سنگ هستند به عنوان «جریان‌های چگالی پیکلاکلاستی کاملاً رقیق» یا موج‌های پلاکلاستی شناخته می‌شوند. تراکم کمتر گاهی اوقات به آنها اجازه می‌دهد تا از روی ویژگی‌های توپوگرافی بالاتر یا آب مانند پشته‌ها، تپه‌ها، رودخانه‌ها و دریاها عبور کنند. همچنین ممکن است حاوی بخار، آب و سنگ در کمتر از ۲۵۰ درجه سانتیگراد (۴۸۲ درجه فارنهایت) باشند. اینها در مقایسه با سایر جریانها «سرد» نامیده می‌شوند، گرچه دما هنوز کشنده است. هنگامی که فوران از دریچه ای در زیر یک دریاچه کم عمق یا دریا رخ می‌دهد، امواج تیروکلاستیک سرد می‌تواند رخ دهد. جبهه‌های برخی از جریان‌های چگالی آذراواری کاملاً رقیق هستند. به عنوان مثال، در هنگام فوران کوه پله در سال ۱۹۰۲، یک جریان کاملاً رقیق شهر سنت پیر را تحت فشار قرار داد و تقریباً ۳۰٬۰۰۰ نفر را کشت.